# Sébastien Verdier
Pour les articles homonymes, voir Verdier.
Sébastien Verdier, né le 3 août 1972 à Brive-la-Gaillarde, est un dessinateur de bandes dessinées français. 
De sa rencontre avec le scénariste François Corteggiani, naissent un diptyque et une collaboration pour le magazine Pif, dans lequel il commence à travailler avec Pierre Christin.

## Biographie
Sébastien Verdier apprend le dessin en autodidacte en recopiant des planches de Blueberry et Thorgal.
Il réalise un premier album scénarisé par lui-même qu'il propose à diverses maisons d'édition. L'album est refusé mais lui permet de rencontrer François Corteggiani qui lui propose d'illustrer l'un de ses scénarios. En 2004, cette collaboration donne lieu à son premier album publié, intitulé Le requiem des chiens galeux (Glénat).
Par la suite, François Corteggiani devenu rédacteur en chef de Pif Gadget intègre Verdier à l'équipe du magazine. C'est là qu'il fait la connaissance de Pierre Christin.
En 2012, il assure le dessin pour Éric Corbeyran de l'album Le choix du gémeaux, le troisième tome (sur treize) de la série Zodiaque proche de la série TV éponyme (Delcourt) .
En 2019, épaulé par Pierre Christin (scénario), il réalise la partie dessin du roman graphique Orwell, consacré à l'écrivain britannique George Orwell ,,.

## Publications

### Albums
- François Corteggiani (scénario), Sébastien Verdier (dessin et lettrage), Claudine Blanc-Dumont (couleur), Ultimate Agency, série en deux tomes
  1. Le requiem des chiens galeux, Paris, 2004, Glénat, collection Grafica  (ISBN 2-7234-4331-0)
  2. Trois tondus et un pelé, Paris, 2006, Glénat, collection Grafica  (ISBN 2-7234-4778-2)
- Didier Quella-Guyot (scénario), Sébastien Verdier (dessin et lettrage), Marlène Miravitllas (couleur), Le marathon de Safia[5], Paris, 2008, Emmanuel Proust Éditions  (ISBN 978-2-84810-159-0)
- Éric Corbeyran (scénario), Sébastien Verdier (dessin et lettrage), Catherine Moreau (couleur), Zodiaque, série en treize tomes, tome 3 : Le choix du gémeaux [1], Paris, 2012, Delcourt  (ISBN 978-2-7560-2393-9)
- Pierre Christin (scénario), Sébastien Verdier (dessin et lettrage), Évelyne Tranlé (couleur), Rencontre sur la Transsaharienne [6],[7], Paris, 2014, Dupuis, collection Aire libre  (ISBN 978-2-8001-5295-0)
- Pierre Christin (scénario) , Sébastien Verdier (dessin) Orwell [2],[3],[4], Dargaud, 2019  (ISBN 978-2205-072525)

### Magazines
- Pierre Christin (scénario), Sébastien Verdier (dessin et lettrage), Images/Mirages, série en cinq épisodes parus dans les numéros 1, 4, 11, 25, 28 de Pif Gadget.
- François Corteggiani (scénario), Sébastien Verdier (dessin et lettrage), Samantha blog, La Bête du Gévaudan, récit court, numéro 39 de Pif Gadget.

## Prix et récompenses
- En 2004, le premier album de la série Ultimate agency obtient le Prix Polar du meilleur album BD série, au festival de Cognac[8].